# سلام امینی
سلام امینی (۱۷ آبان ۱۳۴۵ – ۴ خرداد ۱۴۰۴)، سیاستمدار ایرانی و نمایندهٔ دورهٔ دهم از حوزهٔ انتخابیهٔ ایلام و ایوان و شیروان و چرداول وملکشاهی و مهران در استان ایلام بود. وی با کسب ۶۱٬۳۳۸ رای از مجموع ۱۶۵٬۲۸۹ رای معادل ۳۷٫۱۰٪ درصد آرا به مجلس راه پیدا کرد.

## درگذشت
او در ۴ خرداد ۱۴۰۴، پس از گذراندن یک دورهٔ بیماری در یکی از بیمارستان‌های تهران درگذشت.